# Neothais smithi
Neothais smithi är en snäckart som först beskrevs av Brazier 1889.  Neothais smithi ingår i släktet Neothais och familjen purpursnäckor. Inga underarter finns listade i Catalogue of Life.